# Willy Polleunis
Willy Polleunis (Bélgica, 27 de diciembre de 1947) es un atleta belga retirado especializado en la prueba de 3000 m, en la que consiguió ser subcampeón europeo en pista cubierta en 1973.

## Carrera deportiva
En el Campeonato Europeo de Atletismo en Pista Cubierta de 1973 ganó la medalla de plata en los 3000 metros, con un tiempo de 7:51.86 segundos, tras su paisano el también belga Emiel Puttemans y por delante del finlandés Pekka Päivärinta que con 7:52.97 segundos batió el récord nacional de Finlandia.